# Periplo de Hannón
El Periplo de Hannón (en griego antiguo: Άννωνος Περίπλους ) es el relato de un viaje efectuado, en fecha indeterminada, por una flota cartaginesa comandada por Hannón. Durante la expedición se exploró y colonizó parte de la costa atlántica del noroeste de África.

## Fecha de la expedición e identidad de Hannón
Una de las principales fuentes del personaje de Hannón y su expedición es un pasaje de Plinio el Viejo en el que dice que el viaje de Hannón tuvo lugar durante el apogeo del poder cartaginés y que coincidió aproximadamente con otra expedición, la del navegante Himilcón por el norte de Europa.
No hay consenso sobre fechas en que se realizó el viaje. Los distintos expertos lo sitúan entre el siglos VII y el IV a. C. 
Algunos historiadores creen que Hannón es el padre de Hamílcar, un general cartaginés derrotado en la batalla de Hímera, mencionado por Heródoto, y que el periplo se hizo entre los años 510 y 509 a. C., fecha en la que se formalizó un tratado entre romanos y cartagineses que supuso un monopolio comercial para estos últimos en el Mediterráneo occidental y en el océano Atlántico. 
Sin embargo, la mayoría de los expertos cree que el protagonista del viaje fue otro Hannón, hijo de Hamílcar y hermano de Himilcón y Giscón, y fechan la expedición en torno al año 470 a. C. 
Otros críticos, en cambio, sitúan el viaje en torno al año 348 a. C., fecha de un segundo tratado entre Roma y Cartago y la primera guerra púnica, (264-241 a. C.), basándose en que el periodo de máximo florecimiento cartaginés mencionado por Plinio se situó en esas fechas. 
Hay autores que dudan tanto del propio viaje como de la existencia de Hannón, pues consideran extraño que carezca de patronímico y sugieren que el término Hannón significa únicamente cartaginés y fue empleado para calificar el relato como un viaje fabuloso. Asimismo, el sentido de viajes fabulosos es el que parece emplear Ateneo cuando habla de viajes de Hannón para aludir a una obra de Juba II de Mauritania.

## Relato del periplo

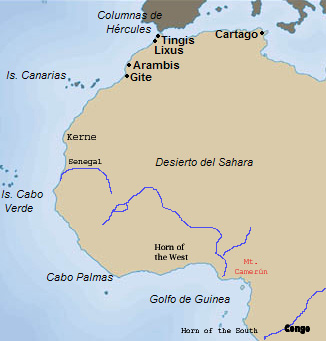
Posibles zonas exploradas por Hannón

El relato del Periplo de Hannón es un texto redactado en griego que, supuestamente, es una traducción de la bitácora de viaje que Hannón inscribió en una tablilla, en idioma púnico, que fue colocada en el templo de Baal Moloch (a quien los griegos identificaron con Crono) cuando regresó a Cartago.
Según el texto, en el que se califica a Hannón como rey —aunque algunos historiadores opinan que pudo ser un sufete—, zarpó de Cartago con 60 barcos y 30.000 personas entre hombres y mujeres. Tras pasar las Columnas de Hércules fundó varias colonias: Timiaterio, —que el periplo sitúa antes de llegar al promontorio Solunte— Cariconticos, Gite, Acra, Melita y Arambis. 
Llegaron luego al río Lixo y tras convivir un tiempo con los lixitas, tomaron consigo intérpretes de entre los habitantes del lugar y costearon el desierto durante unos días hasta que llegaron a una pequeña isla que colonizaron y que llamaron Cerne.
Tras explorar dos ríos y un lago, regresaron a Cerne y continuaron navegando por la costa rumbo al Sur, donde encontraron habitantes que huían de ellos y ni siquiera los lixitas entendían su lengua. Más adelante avistaron una llanura desde donde veían alzarse numerosos fuegos.
Siguieron navegando y llegaron a un golfo llamado Hesperúceras; desembarcaron en una isla selvática que, por miedo, abandonaron y llegaron a una zona de la costa que, debido a torrentes de fuego, emanaciones y al calor, resultaba inaccesible. El fuego mayor correspondía a una montaña llamada Teonoquema.
Más tarde llegaron a otro golfo llamado Notúceras; en otra isla encontraron unos seres salvajes que los intérpretes llamaban gorilas. Lograron capturar a tres hembras y, tras desollarlas, llevaron sus pieles a Cartago. Allí concluyó la expedición, debido a la falta de provisiones.

### Autoría y datación del texto del periplo
El texto en griego del periplo ha sido conservado en el Codex Palatinus Heidelbergensis —obra de filólogos bizantinos. Hay historiadores que señalan que fue redactado hacia el siglo IV a. C., como por ejemplo Karl Müller, que lo incluyó en sus Geographi Graeci Minores y propuso como posibles autores a los periplógrafos Ofelas de Cirene o Caronte de Cartago.
Otros historiadores, en cambio, han atribuido una fecha más tardía a la redacción del texto: Jehan Desanges cree que el texto no puede ser anterior al año 200 a. C. debido a la identificación de Notúceras con el actual cabo Guardafui que fue realizada por primera vez por expedicionarios de tiempos de Ptolomeo III o IV y a que la noticia acerca de los trogloditas que se halla en el texto debe tener su origen en una interpretación que hace Crates de Malos sobre pasajes de Heródoto que hablan sobre ellos. Por tanto, dicho autor se inclina por fechar la composición del texto entre la caída de Cartago y el siglo I a. C. Otros escritores que han sido propuestos como autores del texto son Jenofonte de Lampsaco, Polibio y Procles.

### Otras fuentes clásicas
El periplo de Hannón fue aludido por diversos autores clásicos: la de Paléfato es una alusión sospechosa de corrupta puesto que usa el nombre de Hannón para un río. También se refirió a ella un Pseudo Aristóteles en la obra Relatos maravillosos, donde mencionó la zona ígnea descrita en el periplo aunque la ubicó erróneamente, por influjo de Éforo, en torno al estrecho de Gibraltar.
Las referencias más importantes son las de Plinio el Viejo y Pomponio Mela. Pomponio Mela, en su Chorographia del Orbe Antiguo, lo mencionó como prueba de que la parte sur de África estaba también rodeada por mar y para dar credibilidad a ciertos datos que ubicó en esas latitudes. Mientras Plinio informa de que llegó al extremo oriental de África, recuerda el carácter fabuloso de los escritos y lo pone como aval de la existencia de las islas Gorgades, aparte de que se supone que otros pasajes de su obra —aunque en ellos no mencione expresamente a Hannón— fueron inspirados por él.
También Arriano habló de la expedición comentando las penalidades sufridas durante la navegación por la costa del sur de África y que probablemente llegaron hasta el extremo oriental del continente, mientras Elio Aristides no menciona su nombre pero se refiere al periplo de modo indudable cuando habla de ciertos hábitos de los almirantes cartagineses. Otro autor que lo menciona es Marciano de Heraclea.
Entre estas alusiones al periplo aparecen, sin embargo,  divergencias tanto en la ubicación de algunas regiones descritas como en el trayecto recorrido, la duración del viaje o el motivo por el que se decidió finalizar la expedición. Estas divergencias suelen explicarse con el argumento de que el texto del periplo conservado es solamente una de las varias versiones que había sobre el viaje y que por tanto autores como Plinio y Pomponio Mela obtuvieron su información de otras fuentes, a través de una cadena de transmisores que incluiría autores como Varrón y Cornelio Nepote.

## Interpretaciones

### Acerca del recorrido del viaje
El recorrido de la expedición es objeto de debate. Los partidarios de la existencia real del mismo suelen interpretar que el viaje llegó hasta algún punto de África Ecuatorial, y algunos creen que pudo circunnavegar África.
Con respecto al viaje en sí, Raymond Mauny puso en duda la posibilidad de que un barco de la época pudiera ir más allá de las islas Canarias debido a lo desolado de las costas situadas al sur del río Draa, que no permitiría obtener recursos mínimos necesarios, y también por la acción contraria de los vientos alisios, que van de norte a sur y que harían imposible el retorno de la flota. Sus argumentos fueron refutados, en parte, por otros autores, aunque tal refutación no ha resultado lo suficientemente definitiva y algunos críticos contemporáneos siguen siendo escépticos sobre la posibilidad de la realización del viaje.
La opinión mayoritaria es la que defiende que el extremo noroccidental de África fue el destino del viaje, debido entre otras cosas a que se ha impuesto la tesis que identifica el cabo Solunte con el actual cabo Espartel y por tanto las fundaciones de los cartagineses que se mencionan en el periplo deben situarse en torno al Estrecho de Gibraltar, entre Espartel y el río Lixo. A este respecto, René Rebuffat demuestra que la primera parte del viaje (líneas 1-13) refleja la realidad de la cuenca del río Sebou en el siglo VI a. C. donde se localizaría Cerne. El mismo autor opina que las líneas 14-18 que parecen situar el viaje en África Ecuatorial eran embellecimientos fabulosos tardíos. Sin embargo, también se ha demostrado arqueológicamente que los fenicios tuvieron asentamientos situados más al sur por lo que parte de la crítica opina que la expedición pudo llegar al valle del río Sus o la desembocadura del Draa, mientras otros tratan de identificar los lugares mencionados en la parte final del periplo con sitios de las islas Canarias.
En el siglo XVI el explorador inglés John Smith en su libro True travels, adventures and observations supuso que Hannón fue el primero en visitar las costas desconocidas de América.

### Acerca de losgorilasmencionados en el periplo
En la isla que constituyó el término de su viaje, el explorador halló lo que describió como «mujeres velludas», llamadas por los intérpretes lixitas como gorilas. Se piensa que este pasaje puede describir un encuentro prematuro con algunas especies de mono. Posiblemente aquellas «mujeres velludas» eran gorilas —el nombre de esta especie fue tomado de este relato— o quizá chimpancés. Otra teoría postula que las «mujeres peludas» eran efectivamente eso. Como las mujeres son descritas pequeñas, también se ha especulado que Hannón encontrara pigmeos. Lo más lógico es pensar que se trata de una corrupción, por parte del autor griego, del término gorgadas, un nombre que pertenece a la leyenda de Perseo y las Gorgonas.

## Eponimia
- El nombre del cráter lunar Hanno es un homenaje al marino cartaginés.